# Rock Falls (Illinois)
Rock Falls es una ciudad ubicada en el condado de Whiteside en el estado estadounidense de Illinois. En el Censo de 2010 tenía una población de 9266 habitantes y una densidad poblacional de 943,96 personas por km².

## Geografía
Rock Falls se encuentra ubicada en las coordenadas 41°46′24″N 89°41′27″O / 41.77333, -89.69083. Según la Oficina del Censo de los Estados Unidos, Rock Falls tiene una superficie total de 9.82 km², de la cual 9.47 km² corresponden a tierra firme y (3.56%) 0.35 km² es agua.

## Demografía
Según el censo de 2010, había 9266 personas residiendo en Rock Falls. La densidad de población era de 943,96 hab./km². De los 9266 habitantes, Rock Falls estaba compuesto por el 91.46% blancos, el 1.49% eran afroamericanos, el 0.42% eran amerindios, el 0.3% eran asiáticos, el 0.05% eran isleños del Pacífico, el 3.26% eran de otras razas y el 3.01% pertenecían a dos o más razas. Del total de la población el 15.06% eran hispanos o latinos de cualquier raza.